# Saison 1960-1961 de la LIH
Saison précédente Saison suivante
La Saison 1960-1961 est la seizième saison de la ligue internationale de hockey.
Les Saints de St. Paul remportent la Coupe Turner en battant les Zephyrs de Muskegon en série éliminatoire.

## Saison régulière
Une nouvelle équipe joint la ligue : les Zephyrs de Muskegon. Pour leur part, les Rebels de Louisville furent dissouts avant le début de la saison alors que les Falcons de Milwaukee cessèrent leur activité en raison de difficultés financières après avoir pris part à 17 rencontres. 

### Classement de la saison régulière
| Clt   | Équipe                | division | PJ | V  | D  | N | BP  | BC  | Pts |
| ----- | --------------------- | -------- | -- | -- | -- | - | --- | --- | --- |
| +001, | Mercurys de Toledo    | Est      | 70 | 36 | 33 | 1 | 274 | 260 | 71  |
| +002, | Komets de Fort Wayne  | Est      | 69 | 31 | 35 | 3 | 304 | 265 | 65  |
| +003, | Zephyrs de Muskegon   | Est      | 70 | 25 | 41 | 4 | 243 | 319 | 54  |
| +004, | Chiefs d'Indianapolis | Est      | 70 | 20 | 46 | 4 | 217 | 313 | 44  |

- Champion de la division
- Qualifié pour les séries éliminatoires

| Clt   | Équipe                 | division | PJ | V  | D  | N | BP  | BC  | Pts |
| ----- | ---------------------- | -------- | -- | -- | -- | - | --- | --- | --- |
| +001, | Millers de Minneapolis | Ouest    | 72 | 50 | 20 | 2 | 323 | 229 | 102 |
| +002, | Saints de St. Paul     | Ouest    | 72 | 46 | 22 | 4 | 309 | 233 | 96  |
| +003, | Knights d'Omaha        | Ouest    | 70 | 35 | 32 | 3 | 254 | 235 | 73  |
| +004, | Falcons de Milwaukee   | Ouest    | 17 | 1  | 15 | 1 | 45  | 115 | 3   |

- Champion de la saison régulière
- Qualifié pour les séries éliminatoires

### Meilleurs pointeurs
| Joueur            | Équipe      | PJ | B  | A  | Pts | Pun |
| ----------------- | ----------- | -- | -- | -- | --- | --- |
| Ken Yackel        | Minneapolis | 72 | 40 | 74 | 114 | 102 |
| Chick Chalmers    | Omaha       | 70 | 35 | 69 | 104 | 15  |
| Len Thornson      | Fort Wayne  | 52 | 35 | 64 | 99  | 6   |
| Jean-Paul Denis   | St. Paul    | 67 | 41 | 52 | 93  | 52  |
| Joe Kastelic      | Fort Wayne  | 65 | 34 | 54 | 88  | 51  |
| Adolph Kukulowicz | St. Paul    | 72 | 34 | 53 | 87  | 39  |
| Roger Maisonneuve | Toledo      | 70 | 45 | 41 | 86  | 20  |
| Ken Hayden        | Muskegon    | 69 | 52 | 34 | 86  | 78  |
| Greg Jablonski    | Omaha       | 70 | 30 | 55 | 85  | 2   |
| Bruce Lea         | Minneapolis | 70 | 31 | 51 | 82  | 54  |
| Bill LeCaine      | Minneapolis | 68 | 35 | 47 | 82  | 61  |

## Séries éliminatoires
Les séries éliminatoires se déroulent sur deux rondes. Lors de la ronde un, les équipes sont divisées en deux séries et s'affrontent dans un tournoi à la ronde. Les vainqueurs de ces séries s'affrontent alors en finale pour l'obtention de la Coupe Turner.

### Ronde un
Les Mercurys de Toledo, premier de la division Est lors de la saison régulière, dispute deux rencontres de plus contre les aspirants de la division Ouest, les Saints et les Knights.
| Clt   | Équipe               | PJ | V | D | BP | BC |
| ----- | -------------------- | -- | - | - | -- | -- |
| +001, | Zephyrs de Muskegon  | 6  | 4 | 2 | 30 | 29 |
| +002, | Mercurys de Toledo   | 8  | 3 | 5 | 30 | 32 |
| +003, | Komets de Fort Wayne | 6  | 3 | 3 | 27 | 26 |

- Champion de la série

| Clt   | Équipe                 | PJ | V | D | BP | BC |
| ----- | ---------------------- | -- | - | - | -- | -- |
| +001, | Saints de St. Paul     | 7  | 6 | 1 | 31 | 15 |
| +002, | Millers de Minneapolis | 6  | 3 | 3 | 28 | 22 |
| +003, | Knights d'Omaha        | 7  | 1 | 6 | 20 | 42 |

- Champion de la série

### Finale
La finale oppose les vainqueurs de leur série respectives, les Zephyrs de Muskegon et les Saints de St. Paul. Pour remporter la finale les équipes doivent obtenir quatre victoires.
| Date     | Équipe à domicile   | Pointage | Équipe visiteuse    |
| -------- | ------------------- | -------- | ------------------- |
| 4 avril  | Zephyrs de Muskegon | 2-1      | Saints de St. Paul  |
| 6 avril  | Zephyrs de Muskegon | 3-4      | Saints de St. Paul  |
| 7 avril  | Saints de St. Paul  | 6-2      | Zephyrs de Muskegon |
| 9 avril  | Saints de St. Paul  | 3-2      | Zephyrs de Muskegon |
| 14 avril | Saints de St. Paul  | 5-2      | Zephyrs de Muskegon |

Les Saints de St. Paul remportent la série 4 victoires à 1.

### Effectifs de l'équipe championne
Voici l'effectif des Saints de St. Paul, champion de la Coupe Turner 1961:
- Entraineur : Fred Shero.
- Joueurs : Jacques Marcotte, Gilles Thibeault, Elliot Chorley, John Bailey, Bryan Derrett, Joe Lund, Fred Brown, Reg Morelli, Adolph Kukulowicz, Jean-Paul Denis, Dick Bouchard, Paul Masnick, Ted Hodgson, Bob Cowan et Mickey Keating.

## Trophées remis
| Trophée               | Description                       | Vainqueur              |
| --------------------- | --------------------------------- | ---------------------- |
| Coupe Turner          | Champion des séries éliminatoires | Saints de St. Paul     |
| Trophée Fred-A.-Huber | Champion de la saison régulière   | Millers de Minneapolis |

| Trophée                  | Description                                         | Vainqueur                               |
| ------------------------ | --------------------------------------------------- | --------------------------------------- |
| Trophée Leo-P.-Lamoureux | Meilleur pointeur                                   | Ken Yackel des Millers de Minneapolis   |
| Trophée James-Gatschene  | Joueur MVP                                          | Len Thornson des Millers de Minneapolis |
| Trophée James-Norris     | Gardien avec la plus faible moyenne de buts alloués | Ray Mikulan des Millers de Minneapolis. |